# Lessertia margaritacea
Lessertia margaritacea är en ärtväxtart som beskrevs av Ernst Meyer. Lessertia margaritacea ingår i släktet Lessertia och familjen ärtväxter. Inga underarter finns listade i Catalogue of Life.